# Світ жінки
«Світ жінки» (англ. Woman's World) — драматичний фільм 1954 року, знятий за технологією «Техніколор»  режисером Жаном Негулеско, з Кліфтоном Веббом, Джун Еллісон, Ваном Гефліном, Лорен Беколл, Фредом Мак-Мюрреєм, Арлін Дал і Корнелем Вайлдом у головних ролях. Сценарій розповідає про трьох чоловіків, які змагаються за найкращу роботу у великій компанії.

## Сюжет
Коли генеральний менеджер Gifford Motors помирає, власник компанії Ернест Гіффорд (Кліфтон Вебб) запрошує до Нью-Йорка трьох кандидатів на посаду, щоб він міг особисто оцінити їх та їхніх дружин. Білл і Кеті Бакстер (Корнел Вайлд і Джун Еллісон) — закохана пара з Канзас-Сіті. Елізабет Бернс (Лорен Беколл) віддаляється від свого одержимого чоловіка Сідні (Фред Мак-Мюррей), тому що його робота поглинає його та підриває здоров'я; вона боїться, що підвищення зрештою вб'є його. Джеррі Талбота (Ван Гефлін) є сексуальна, амбітна дружина Керол (Арлін Дал).
З часом Кеті проявляє себе незграбою як фізично, так і соціально. З іншого боку, Елізабет врівноважена і граціозна. Попри їхні розбіжності, вона з Кеті добре ладнає. Коли пари несподівано отримують запрошення провести вихідні у маєтку сестри Гіффорда Евелін Ендрюс (Маргало Гіллмор), Елізабет благородно допомагає Кеті придбати відповідний одяг на обмежений бюджет.
Тим часом Керрол робить все можливе, щоб «допомогти» своєму чоловікові, підігруючи, здавалося б, вдячному Гіффорду при кожній зручній нагоді, попри вимоги Джеррі, щоб вона перестала втручатися. Гіффорду стає зрозуміло, що найкращий кандидат і найкраща дружина, на жаль, не одружуються один з одним. Він оголошує, що про його рішення стане відомо після обіду. Керол робить останню зухвалу спробу вплинути на його вибір і з подивом дізнається, що, хоча Джеррі-улюбленець Гіффорда, він не отримає роботу через фатальний недолік. Коли вона повідомляє чоловікові новину, а також згадує, як вона допомагала йому в минулому, Джеррі доводить, що він отримав принаймні одне велике підвищення за власні заслуги, а не через її чари. Потім він каже, що вони закінчили, і наказує їй зібрати речі та піти. Гіффорда задовольняє вчинок Талбота. Він сподівався, що Джеррі побачить свою дружину такою, якою вона є. Гіффорд вітає свого нового генерального директора з успішною здачею іспиту. Дві інші пари зітхають з полегшенням.

## У ролях
| Актор           | Роль           |
| --------------- | -------------- |
| Кліфтон Вебб    | Ернест Гіффорд |
| Джун Еллісон    | Кеті Бакстер   |
| Ван Гефлін      | Джеррі Талбот  |
| Лорен Беколл    | Елізабет Бернс |
| Фред Мак-Мюррей | Сідні Бернс    |
| Арлін Дал       | Керол Талбот   |
| Корнел Вайлд    | Білл Бакстер   |
| Елліотт Рід     | Тоні Ендрюс    |
| Маргало Гіллмор | Евелін Ендрюс  |

## Виробництво
Фільм був знятий за мотивами журнальної новели «Нехай виграє найкраща дружина». 20th Century Fox викупила права на фільм, щоб зняти фільм за принципом «Листа трьом дружинам» і «Все про Єву».
У січні 1952 року Джуліус Блауштейн повинен був продюсувати фільм з Джинн Крейн, Корінн Кальве, Мерілін Монро та Джоанн Дрю у головних ролях.
У квітні 1953 року Клод Біньон розглядався як режисер, а Реймонд Клун як продюсер з Джинн Крейн і, можливо, Глорією Грем у головних ролях. Серед інших учасників кастингу були Сьюзен Гейворд і Майкл Ренні. До грудня 1953 року Біньон закінчив сценарій.
У січні 1954 року продюсер Чарлз Брокетт оголосив, що команда Ліндсей і Круз напишуть сценарій. Брекетт хотів залучити шість зірок і збирався розпочати зйомки у квітні.
Зйомки розпочались у Нью-Йорку у лютому, поки сценарій писався. На цьому етапі режисером був Жан Негулеско, а головні ролі мали виконувати Кліфтон Вебб, Джун Еллісон, Елеонора Паркер, Гленн Форд, Лорен Беколл і Чарлтон Гестон. Компанія Ford створила автомобіль «Ford of Tomorrow» вартістю 180 000 доларів. Зйомки на локаціях тривали три тижні, потім знімальна група перемістилась на автозавод у Детройті, зйомки у студії мали розпочатися пізніше.
До квітня була підтверджена участь Кліфтона Вебб, Джин Петерс, Глорії Грем, Джун Еллісон і Корнела Вайлда. Вайлд взяв участь як останній фільм за старим зобов'язанням з Fox. Зрештою Ван Гефлін і Фред Мак-Мюррей приєдналися до акторського складу, Лорен Беколл замінила Грем, а Арлін Дал — Пітерс. Зйомки розпочалися 3 травня.